# 納帕克圖利克湖
66°22′N 112°43′W / 66.367°N 112.717°W

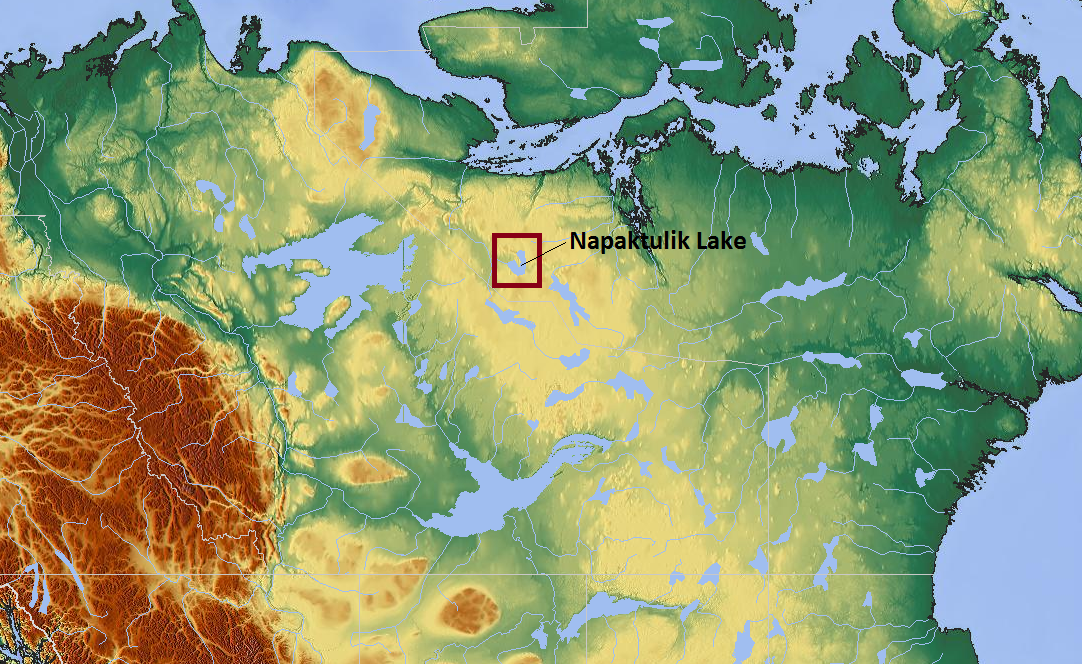

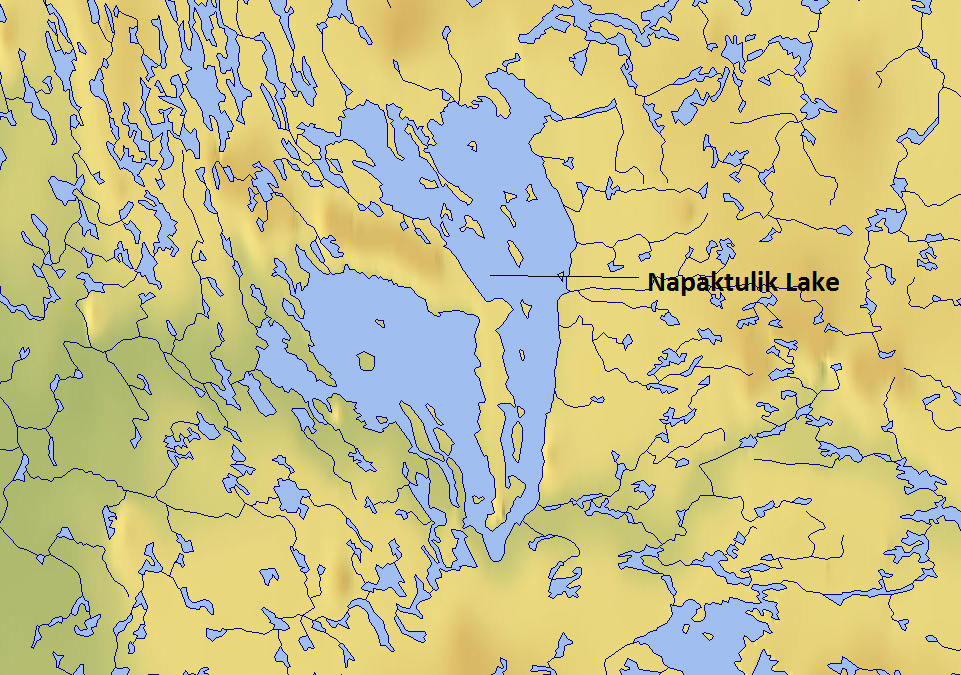

納帕克圖利克湖是加拿大的湖泊，位於庫格魯克圖克以南173公里，由努納武特負責管轄，面積1,030平方公里，是該地區第八大湖泊，島嶼面積50平方公里，海拔高度381米。